# Арцеулов, Николай Константинович
Николай Константинович Арцеулов (1889—1956) — кораблестроитель, участвовал в постройке первых русских дредноутов «Севастополь» и «Полтава», художник-маринист.

## Биография
Николай Константинович Арцеулов родился 11 июля 1889 года в семье потомственных кораблестроителей Арцеуловых. Его дед по отцовской линии Николай Алексеевич Арцеулов — русский кораблестроитель XIX века, проектировал и строил первые броненосные корабли военно-морского флота. Дед по материнской линии — выдающийся художник-маринист Иван Константинович Айвазовский.
В 1909 году по окончании Морского инженерного училища Императора Николая I в чине гардемарина-судостроителя прошёл корабельную практику. В 1910 году произведён в подпоручики.
Работал на судостроительных верфях Санкт-Петербурга. В 1910—1911 годах принимал участие в постройке первых русских дредноутов «Севастополь» и «Полтава».
6 апреля 1914 года произведён в штабс-капитаны корпуса корабельных инженеров.
В годы гражданской войны Н. К. Арцеулов в составе Черноморского флота Вооружённых сил Юга России находился в Крыму, преподавал кораблестроение и теорию корабля в Севастопольском Морском кадетском корпусе, который возобновил свою деятельность летом 1919 года.
В 1920 году произведён в подполковники.
В конце 1920 года эвакуирован в Бизерту. В январе 1921 года назначен флагманским корабельным инженером базы Русской эскадрой, в составе которой находился до 25 марта 1921 года. В Бизерте преподавал теорию корабля в Морском корпусе, созданном там при Русской эскадре.
В 1921 году эмигрировал в США (в Нью-Йорк).
С 1944 по 1949 годы состоял членом Общества бывших русских морских офицеров в Америке.
С малых лет, благодаря своему деду И. К. Айвазовскому, Николай Арцеулов занимался живописью. Он является автором многих картин на морскую тематику. Его картины начала XX века «Фрегат „Севастополь“», "Броненосец «Севастополь», «Линейный корабль „Севастополь“», «Линкор „Императрица Мария“ под салют крейсера „Алмаз“ сходит со стапеля» экспонируются в Центральном Военно-морском музее в Санкт-Петербурге.
Умер 20 июня 1956 года под Нью-Йорком.

## Семья
- Отец — Константин Арцеулов (1847—1919), русский кораблестроитель броненосного флота, спроектировал и построил броненосцы «Чесма», «Синоп», «Георгий Победоносец», пассажирский пароход «Пушкин»,
- Мать — Жанна Ивановна Айвазовская (1858—1922), дочь выдающегося художника-мариниста И. К. Айвазовского.
- Брат — Константин Арцеулов (1891—1980) — русский лётчик, впервые в истории русской авиации намеренно ввёл самолёт в штопор и вывел его из штопора, художник-иллюстратор.
- Жена — Людмила Викторовна (умерла в 1944 году).